# Đờn ça tài tử
Le đờn ça tài tử désigne un style musical traditionnel du sud du Vietnam, et notamment de la province de Bạc Liêu. Cet art apparaît à la fin du XIXe siècle, il mêle chant et ensemble instrumental. En 2013, à la suite d'une décision de l'UNESCO, le đờn ça tài tử est officiellement inscrit sur la liste représentative du patrimoine culturel immatériel de l'humanité.

## Description
Au sud du Vietnam, comme par exemple à Bạc Liêu, le đờn ça tài tử est une pratique festive, qui inclut tout le monde. Ses racines, d'après la description de l'UNESCO, sont à la fois érudites et populaires. Elle célèbre des rituels d'anniversaires de décès et des festivals. D'après un répertoire fini et fixe, les musiciens improvisent et composent des variations  : les étudiants apprennent à la fois ces modèles musicaux et l'art de la création. Vingt chants principaux, et soixante-douze chants classiques constituent le répertoire. Cette musique traditionnelle s'apprend oralement, par imitation ; l'enseignement dure trois ans au minimum.

### Instruments de musique
Outre le chant, le đờn ça tài tử s'interprète avec plusieurs instruments de musique. Le luth en forme de lune, celui en forme de poire, le violon à deux cordes, la cithare à seize cordes, les percussions, le monocorde et la flûte en bambou sont joués.

## Histoire
Le đờn ça tài tử voit le jour à la fin du XIXe siècle, à partir de la musique de Cour, de la littérature folklorique et de la musique rituelle. Cet art se diffuse dans le sud du Vietnam au début du XXe siècle. Dans la province de Bạc Liêu, le musicien Lê Tai Khi fonde une formation de musique traditionnelle. Il est réputé pour avoir fondé le đờn ça tài tử, par une modernisation et une vulgarisation des vingt œuvres du répertoire. Dans les années 1930, plusieurs musiciens sont d'anciens élèves de Lê Tai Khi, notamment Cau Van Lâu. Ce dernier est le compositeur de Da cô hoai lang, chanson où une femme, pendant la nuit, pense à son époux parti à la guerre. La tradition qui consiste à ajouter de nouvelles paroles aux mélodies classiques se poursuit au XXIe siècle. Ainsi, un musicien contemporain explique qu'il crée des paroles sur les thèmes de la terre, de l'humanité, de la ruralité et de la famille heureuse.  La province de Bạc Liêu compte environ 500 musiciens de đờn ça tài tử; au sein de soixante-dix clubs. D'après un autre musicien, le đờn ça tài tử attire un nombre croissant de personnes.

## Intégration du patrimoine culturel immatériel
En 2013, cet art musical intègre, par décision de l'UNESCO, la liste représentative du patrimoine culturel immatériel de l'humanité. Il est qualifié par le descriptif de l'Unesco d'indispensable pour l'activité spirituelle et le patrimoine culturel du sud du Vietnam.